# Harald Brutschin
Harald Brutschin (ur. 3 listopada 1959 roku w Waiblingen) – niemiecki kierowca wyścigowy.

## Kariera
Gebhardt rozpoczął międzynarodową karierę w wyścigach samochodowych w 1979 roku od startów w Niemieckiej Formule 3 oraz Europejskiej Formule Super Vee. Z dorobkiem odpowiednio 6 i 37 punktów uplasował się tam odpowiednio na czternastej i dziesiątej pozycji w klasyfikacji generalnej. W późniejszych latach pojawiał się także w stawce Interserie, German Racing Championship, Europejskiej Formuły 3, Europejskiej Formuły 2, Grand Prix Makau oraz Porsche 944 Turbo Cup.
W Europejskiej Formule 2 Niemiec startował w latach 1981-1982. Jednak w żadnym z dwunastu wyścigów, w których wystartował, nie zdołał zdobyć punktów.